# 吉川泰雄
吉川 泰雄（よしかわ やすお、1917年〈大正6年〉1月7日 - 2000年〈平成12年〉1月31日）は、日本の言語学者、国語学者、歌人。國學院大學名誉学長。

## 来歴
東京生まれ。1940年（昭和15年）に國學院大學文学部国文学科を卒業し、同国史学科へ編入学、翌年1941年（昭和16年）に退学して東京帝国大学史料編纂掛雇（のち史料編纂所雇）、1952年（昭和27年）に同事務官、1953年（昭和28年）から國學院大學文学部専任講師、1958年（昭和33年）に同助教授、1963年（昭和38年）に同教授となり、1973年（昭和48年）からは文学部長、1975年（昭和50年）の佐藤謙三学長の死去にともなって学長代理、ついで学長をつとめ、1987年（昭和62年）まで在任、退任後に名誉教授・名誉学長となる。また、国語審議会委員、角川文化振興財団理事長などもつとめた。1990年、勲三等旭日中綬章を受章。
2000年1月31日、気管支喘息のため死去。

## 顕彰
吉川の業績を記念し、國學院大學により「吉川博士記念賞」が設けられている。吉川の遺族からの寄贈と賛同者からの寄附金などによって運営されており、国語学に関する優れた単著を上梓した者に授与されている。

## 著書
- 『近代語誌』 角川書店、1977年

## 編著
- 『成尋阿闍梨母日記』藤田徳太郎校註 吉川補訂　白帝社　1965
- 角川新国語辞典 山田俊雄共編 角川書店 1981
- 角川用字用語辞典 武田友宏共編 角川書店 1981
- 角川机上用字辞典 武田友宏共編 角川書店 1987
- 角川必携古語辞典 山田俊雄共編 角川書店 1988
- 高等学校古典1準拠課題ノート 大野晋,山田俊雄共編 角川書店 1999